# Sulev Mäeväli

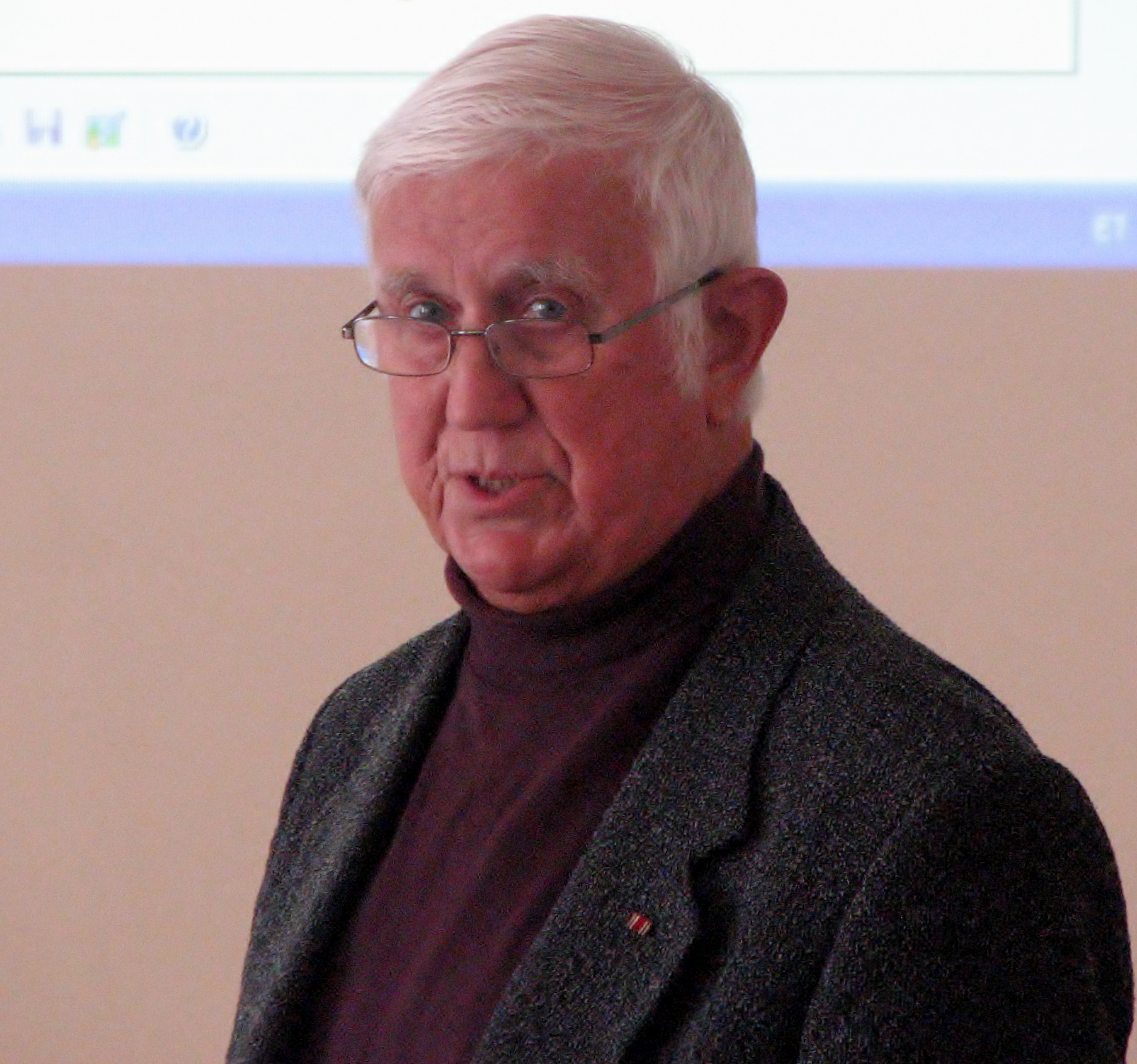
Sulev Mäeväli, 2012

Sulev Mäeväli (* 28. Februar 1936; † 21. Mai 2021) war ein estnischer Kunsthistoriker.

## Leben
Mäeväli studierte an der Universität Tartu und schloss sein Studium 1969 ab. Er war ab 1970 für den Erhalt der Baudenkmäler in Tallinn tätig und arbeitete in der Inspektion der Tallinner Architekturdenkmäler am staatlichen Projektierungsinstitut für Kulturdenkmäler der Estnischen SSR. Er verfasste viele Werke und Arbeiten, die sich mit Tallinner Kulturdenkmalen befassen, und veröffentlichte auch Artikel zum Thema in der estnischen Presse.

## Werke
- Geschichts- und Architekturdenkmäler in Tallinn, 1981
- Mihkli kloostri kujunemine Tallinna I Keskkooli hooneks, 1981
- Tallinner historische Bauten und Kunstwerke, 1986
- Zu den Bestattungen und Grabmälern in der Tallinner Domkirche, 2004
- Tallinna toomkiriku epitaafid = Die Wappenepitaphe der Tallinner Domkirche = Epitaphs of the Tallinn Cathedral, 2008 (gemeinsam mit Ene Tromp)
- Toomkirik, 2012 (gemeinsam mit Lembit Michelson)